# Paola Villarreal

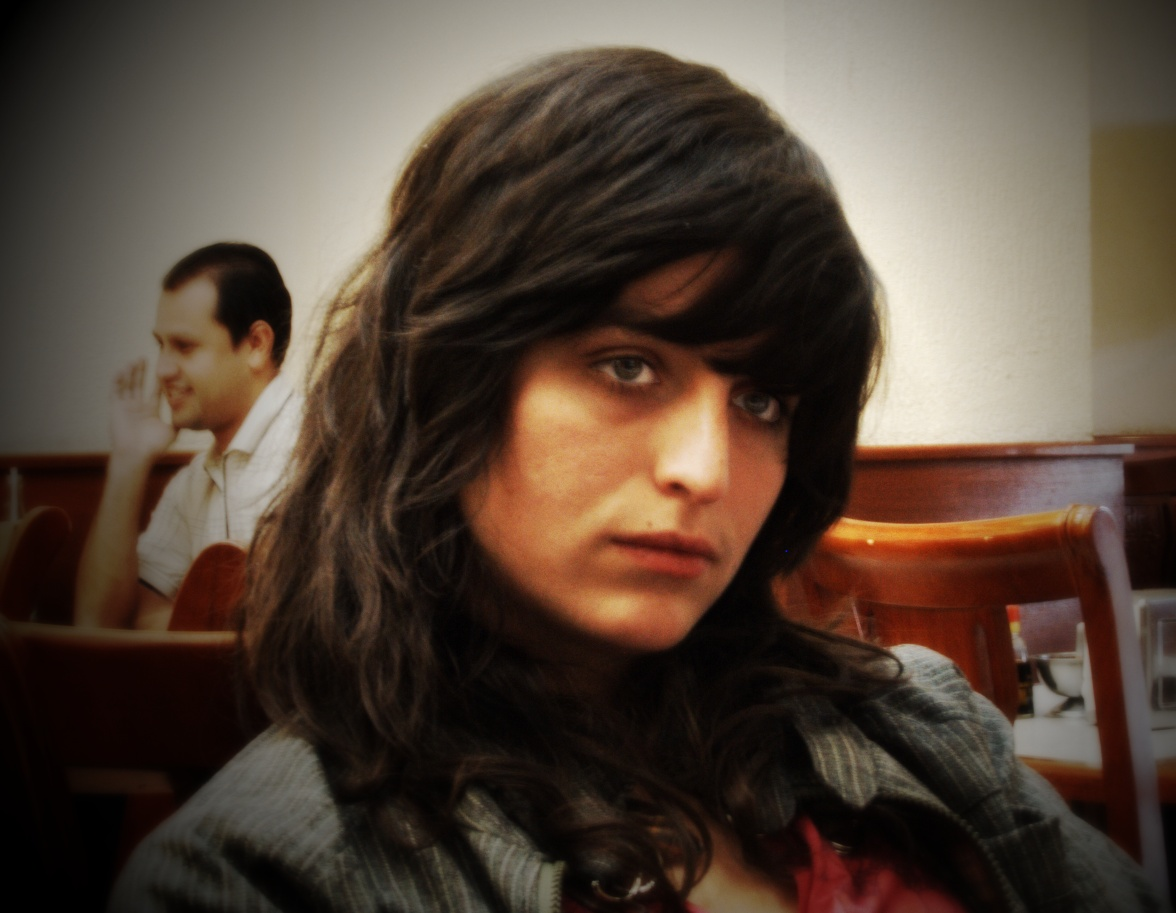
Paola Villarreal

Paola Villarreal (* 5. Oktober 1968 in Mexiko-Stadt, Mexiko) ist eine mexikanische Datenwissenschaftlerin und Systemprogrammiererin, die seit 1998 die Auswirkungen offener Daten und Systeme auf Regierungen und den privaten Sektor in Mexiko und den USA untersucht. Ihre Datenvisualisierungs- und -analysearbeit hat dazu beigetragen, mehr als 20.000 Verurteilungen aufzuheben.

## Leben und Werk
Villarreal begann als Autodidaktin mit 12 Jahren mit dem Programmieren und entwarf mit 15 Jahren Webseiten. Von 2013 bis 2014 war sie Direktorin für technologische Innovation im Innovation Lab in Mexiko-Stadt, wo sie das Data Lab entwarf und implementierte. 2015 zog sie dank eines Stipendiums der Ford- und Mozilla-Stiftungen in die USA und trat der American Civil Liberties Union von Massachusetts bei, einer Organisation, die sich dem Schutz der Bürgerrechte widmet. Für diese Organisation hat sie das Projekt Data for Justice entwickelt, ein Tool mit einer interaktiven Karte, die die Polizeiaktivitäten in weißen und Minderheitenvierteln vergleicht. Darin kombiniert sie die Analyse von Volkszählungsdaten mit Daten aus den Aktivitäten der Polizei. Hierfür entwickelte sie ein Tool namens ANT (Augmented Narrative Toolkit), mit dem jeder ohne fortgeschrittene Programmierkenntnisse eine narrative und visuelle Analyse eines Datensatzes durchführen kann. So konnte sie durch eine aussagekräftige visuelle Analyse auf der Karte der Stadt Boston (USA) nachweisen, dass eine starke Korrelation zwischen den Orten besteht, an denen die Polizei wegen Besitzes oder Verkaufs von Marihuana Verhaftungen vornahm, und den Stadtteilen mit höherem Anteil von Afroamerikanern und Latinos. Eine weitere Anwendung ihrer Datenanalyse war die Identifizierung ähnlicher Vorurteile bei betrügerischen Anschuldigungen wegen Besitzes von Betäubungsmitteln. Die Analyse der Daten ermöglichte es festzustellen, wer betroffen war, und wurde als Beweismittel in der Studie verwendet, die zur Aufhebung von mehr als 20.000 Verurteilungen führte. Von 2017 bis 2018 war sie Director of Product Engineering bei Creative Commons und seit Dezember 2018 ist sie Koordinatorin für Datenwissenschaften bei dem 1970 gegründeten Unternehmen Consejo Nacional de Ciencia und Tecnología (Mexiko) (CONACYT).
2019 präsentierte sie das Ecosistema Nacional Informático für die Suche nach verschwundenen Personen, mit dem Forscher verfügbare Informationen über vermisste Personen sammeln, produzieren und analysieren können. Dieses Tool ist Teil der Kooperationsvereinbarung zwischen Conacyt und der National Search Commission. 
Für ihre Arbeit an der Schnittstelle von Datenwissenschaft und sozialer Gerechtigkeit erhielt sie von verschiedenen Universitäten, Organisationen und Medien Stipendien, Zugehörigkeiten und Auszeichnungen.

## Auszeichnungen (Auswahl)
- 2015–2016: Ford/Mozilla Open Web Fellowship, American Civil Liberties Union of Massachusetts
- 2016–2017: Fellow Berkman Klein Center for Internet and Society at Harvard University
- 2017–2019: Affiliate Berkman Klein Center for Internet and Society at Harvard University
- 2018: MIT Innovators Under 35 LATAM 2018, Visionary of the Year.
- 2019: BBC 100 Women 2019